# Sarah Ryan
Sarah Michelle Ryan OAM (* 20. Februar 1977 in Adelaide) ist eine ehemalige australische Schwimmerin. Sie erschwamm bei Olympischen Spielen eine Goldmedaille und zwei Silbermedaillen. Bei Weltmeisterschaften auf der 50-Meter-Bahn erhielt sie je eine Gold-, Silber- und Bronzemedaille, bei Weltmeisterschaften auf der 25-Meter-Bahn bekam sie eine Goldmedaille, drei Silbermedaillen und zwei Bronzemedaillen. Bei Commonwealth Games erkämpfte sie zweimal Gold und einmal Silber. Hinzu kamen zwei Gold-, sieben Silber- und zwei Bronzemedaillen bei Pan Pacific Swimming Championships.

## Sportliche Karriere
Die 1,73 Meter große Sarah Ryan besuchte das Mount Carmel College in Adelaide und schwamm für die Western Sharks. Nach ihrem Studium trainierte sie am Australian Institute of Sport in Canberra. Für ihren Olympiasieg wurde Ryan 2005 die Medaille des Order of Australia verliehen.

### Die Jahre bis zur ersten olympischen Silbermedaille 1996
Sarah Ryan nahm 1993 an den Pan Pacific Swimming Championships in Kōbe teil. Sie belegte den sechsten Platz über 50 Meter Freistil und den zehnten Platz über 100 Meter Freistil. Bei den Commonwealth Games 1994 im kanadischen Victoria wurde Ryan über 50 Meter Freistil und über 100 Meter Freistil jeweils Vierte. Mit der 4-mal-100-Meter-Freistilstaffel in der Besetzung Elli Overton, Karen Van Wirdum, Sarah Ryan und Susie O’Neill gewann sie die Silbermedaille hinter den Engländerinnen. Einen Monat später bei den Weltmeisterschaften in Rom wurde Ryan Zehnte über 50 Meter Freistil. Die 4-mal-100-Meter-Freistilstaffel mit Sarah Ryan, Karen Van Wirdum, Anna Windsor und Susie O’Neill belegte den vierten Platz. Ebenfalls Vierte wurde die 4-mal-100-Meter-Lagenstaffel, bei der Ryan allerdings nur im Vorlauf mitgeschwommen war.
1995 bei den Pan Pacific Swimming Championships in Atlanta wurde Ryan Sechste über 50 Meter Freistil und Siebte über 100 Meter Freistil. Mit der 4-mal-100-Meter-Freistilstaffel erschwamm sie die Silbermedaille und mit der 4-mal-100-Meter-Lagenstaffel die Goldmedaille. Bei den Kurzbahnweltmeisterschaften 1995 in Rio de Janeiro gewannen Mel Dodd, Sarah Ryan, Anna Windsor und Susie O’Neill die Silbermedaille in der 4-mal-100-Meter-Lagenstaffel. In der 4-mal-100-Meter-Lagenstaffel siegten Elli Overton, Samantha Riley, Angela Kennedy und Susie O’Neill. Für ihren Vorlaufeinsatz erhielt auch Ryan eine Goldmedaille. 1996 bei den olympischen Schwimmwettbewerben in Atlanta trat Ryan zunächst über 100 Meter Freistil an. Sie erreichte den Endlauf als Achtschnellste des Vorlaufs und belegte dann den sechsten Rang. Auch in der 4-mal-100-Meter-Freistilstaffel schwammen Anna Windsor, Sarah Ryan, Lise Mackie und Julia Greville im Vorlauf die achtschnellste Zeit. Ryan, Greville, Mackie und Susie O’Neill wurden im Finale Sechste. Die Lagenstaffel erreichte in der Besetzung Nicole Stevenson, Helen Denman, Angela Kennedy und Sarah Ryan das Finale mit der zweitbesten Zeit. Im Endlauf schwammen Nicole Stevenson, Samantha Riley, Susie O’Neill und Sarah Ryan fast vier Sekunden schneller als die Vorlaufstaffel und wurden Zweite hinter der Staffel aus den Vereinigten Staaten. Alle sechs eingesetzten Schwimmerinnen erhielten eine Silbermedaille.

### Die Jahre bis zur zweiten olympischen Silbermedaille 2000
Im April 1997 bei den Kurzbahnweltmeisterschaften in Göteborg verfehlte Ryan sowohl über 50 Meter Freistil als auch über 100 Meter Freistil den Endlauf. Nach dem fünften Platz mit der 4-mal-100-Meter-Freistilstaffel gewann die australische Lagenstaffel mit Meredith Smith, Kristy Ellem, Angela Kennedy und Sarah Ryan die Bronzemedaille hinter den Staffeln aus China und aus den Vereinigten Staaten. Bei den Pan Pacific Swimming Championships in Fukuoka im August 1997 trat Sarah Ryan in sechs Disziplinen an und verfehlte nur über 200 Meter Freistil das Finale. Über 50 Meter Freistil wurde sie Sechste und über 100 Meter Freistil schlug sie als Vierte an. Mit der Lagenstaffel gewann sie die Silbermedaille, hinzu kamen Bronzemedaillen mit der 4-mal-100-Meter-Freistilstaffel und mit der 4-mal-200-Meter-Freistilstaffel. Anfang 1998 fanden die Weltmeisterschaften in Perth statt. In der 4-mal-100-Meter-Freistilstaffel siegte das Quartett aus den Vereinigten Staaten vor den Deutschen, dahinter erschwammen Angela Kennedy, Susie O’Neill, Rebecca Creedy und Sarah Ryan die Bronzemedaille. In der Lagenstaffel qualifizierten sich Meredith Smith, Samantha Riley, Angela Kennedy und Sarah Ryan mit der zweitschnellsten Zeit für den Endlauf. Dort waren Meredith Smith, Helen Denman, Petria Thomas und Susie O’Neill dreieinhalb Sekunden schneller als die Vorlaufstaffel. Mit drei Sekunden Rückstand auf das Quartett aus den Vereinigten Staaten erhielten die Australierinnen die Silbermedaille vor den Japanerinnen. Im September 1998 bei den Commonwealth Games 1998 in Kuala Lumpur wurde Sarah Ryan Sechste über 100 Meter Freistil. Die australische 4-mal-100-Meter-Freistilstaffel mit Lori Munz, Rebecca Creedy, Sarah Ryan und Susie O’Neill gewann die Goldmedaille vor den Engländerinnen.
Im April 1999 belegte Kennedy in Hongkong den fünften Platz über 100 Meter Freistil bei den Kurzbahnweltmeisterschaften 1999. Die 4-mal-100-Meter-Freistilstaffel mit Lori Munz, Rebecca Creedy, Melanie Dodd und Sarah Ryan erkämpfte die Bronzemedaille hinter den Britinnen und den Niederländerinnen. In der Lagenstaffel erhielt Ryan eine Silbermedaille für ihren Vorlaufeinsatz. Im August 1999 nahm Ryan an den Pan Pacific Swimming Championships in Sydney teil und gewann vier Silbermedaillen. Neben den zweiten Platzen mit der 4-mal-100-Meter-Freistilstaffel und mit der 4-mal-100-Meter-Lagenstaffel wurde sie auch über 50 Meter Freistil und über 100 Meter Freistil Zweite. In den Einzelwettbewerben lag jeweils Jenny Thompson aus den Vereinigten Staaten vor ihr, die Staffeln aus den Vereinigten Staaten gewannen alle Goldmedaillen. 44 Jahre nach den Olympischen Spielen in Melbourne fanden 2000 in Sydney wieder Olympische Spiele in Australien statt. Bei den olympischen Schwimmwettbewerben in Sydney fand zunächst der 4-mal-100-Meter-Freistil-Wettkampf statt. Die australische Staffel mit Susie O’Neill, Sarah Ryan, Elka Graham und Giaan Rooney belegte den sechsten Platz. Über 100 Meter Freistil erreichte Sarah Ryan das B-Finale und belegte in der Gesamtwertung den zwölften Platz. In der Lagenstaffel schwammen im Vorlauf Giaan Rooney, Tarnee White, Petria Thomas und Sarah Ryan die zweitschnellste Zeit. Im Finale waren Dyana Calub, Leisel Jones, Petria Thomas und Susie O’Neill drei Sekunden schneller als die Vorlaufstaffel und schlugen drei Sekunden hinter dem US-Quartett an. Alle sieben beteiligten Australierinnen erhielten eine Silbermedaille.

### Die Jahre bis zur olympischen Goldmedaille 2004
Bei den Weltmeisterschaften 2001 in Fukuoka belegte die 4-mal-100-Meter-Freistilstaffel mit Giaan Rooney, Lori Munz, Petria Thomas und Sarah Ryan den sechsten Platz. Im Finale über 100 Meter Freistil war Ryan die einzige Australierin und belegte den achten Platz. In der Lagenstaffel schwammen im Vorlauf Clementine Stoney, Tarnee White, Petria Thomas und Elka Graham die viertbeste Zeit. Im Finale waren Dyana Calub, Leisel Jones, Petria Thomas und Sarah Ryan fünfeinhalb Sekunden schneller als die Vorlaufstaffel, die Australierinnen gewannen Gold vor den Staffeln aus den Vereinigten Staaten und aus China. Im April 2002 bei den Kurzbahnweltmeisterschaften in Moskau wurde Sarah Ryan Sechste über 50 Meter Freistil und Vierte über 100 Meter Freistil. Die Lagenstaffel mit Clementine Stoney, Brooke Hanson, Petria Thomas und Sarah Ryan wurde Vierte mit 0,41 Sekunden Rückstand auf die drittplatzierten Chinesinnen. In der 4-mal-100-Meter-Freistilstaffel siegten die Schwedinnen vor Elka Graham, Giaan Rooney, Petria Thomas und Sarah Ryan. Im August bei den Commonwealth Games 2002 in Manchester wurde Ryan Achte über 100 Meter Freistil. Die 4-mal-100-Meter-Freistilstaffel mit Alice Mills, Jodie Henry, Petria Thomas und Sarah Ryan siegte vor den Engländerinnen. Drei Wochen nach den Commonwealth Games fanden in Yokohama die Pan Pacific Swimming Championships statt. Ryan wurde Fünfte über 100 Meter Freistil und gewann den Titel mit der 4-mal-100-Meter-Freistilstaffel.
Zum Abschluss ihrer Karriere nahm Sarah Ryan 2004 an den Olympischen Spielen in Athen teil. Die australische 4-mal-100-Meter-Freistilstaffel mit Alice Mills, Lisbeth Lenton, Sarah Ryan und Jodie Henry schwamm die schnellste Vorlaufzeit. Im Finale waren Alice Mills, Lisbeth Lenton, Petria Thomas und Jodie Henry 2,32 Sekunden schneller und stellten in 3:35,94 Minuten einen neuen Weltrekord auf. Der Sieg der australischen Freistilstaffel war der erste Olympiasieg für Australien in dieser Disziplin seit 1956. Für ihren Vorlaufeinsatz erhielt auch Sarah Ryan eine Goldmedaille.